# Донька священника
«Донька пастора» (англ. A Clergyman's Daughter) – роман англійського письменника Джорджа Орвелла, вперше опублікований 1935 року. За формою написання цей роман є одним з найбільш експериментальних у автора – один з розділів написаний як драматичний твір, також відзначається використання фрагментарної наративної структури та техніки потоку свідомості.
Автор заповів вилучити з твору деякі частини та не передруковувати твір у першому виданні після його смерті. Орвелл дозволяв будь-які видання його творів, які «забезпечать бодай якусь копійчину моїм нащадкам», тож до нас роман дійшов саме в оригінальній версії.

## Історія написання
1929 року, після повернення з Парижа, Джордж Орвелл переїхав до своїх батьків у Саутволд, де він познайомився з Брендою Салкельд – учителькою фізкультури в школі святого Фелікса та донькою пастора. Згодом письменник їй освідчився, однак Бренда йому відмовила. Вони довго лишалися друзями, і жінка часто писала Орвеллу листи, в яких описувала свої враження від його творів. 
Після невдалої спроби одружитися Орвелл вирушив до Лондона, вдягнувшись як волоцюга, і два місяці прожив у графстві Кент, де збирав хміль разом з іншими бідняками. Там письменник почав вести щоденник, більшість фрагментів якого були так чи інакше використанні в «Доньці пастора».
На початку 1932 року Орвелл почав викладати в школі Гейс (західний Лондон), де почав взаємодіяти з місцевою церквою. Звільнившись з цієї школи, він перейшов до більшого закладу освіти, який був змушений покинути через туберкульоз. Після хвороби Джордж Орвелл повернувся до Саутволда, де в січні 1934 року почав працювати над «Донькою пастора». У жовтні того ж року твір був дописаний. 
Видавець Віктор Голланц, побоюючись гострої реакції на роман, наполіг на кількох змінах, і 11 березня 1935 року роман був виданий.  

## Сюжет
Головною героїнею роману є Дороті Хейр, донька превелебного Чарльза Хейра, життя якої оберталося навколо служіння Богу та громаді. Двадцятисемирічна Дороті була щирою вірянкою, боялась будь-якого осуду й карала себе за найменші огріхи. Життя жінки перевернулося з ніг на голову, коли вона втратила пам’ять. Дороті прибилася до банди волоцюг – разом вони займалися жебрацтвом і дрібними крадіжками. З того моменту її цікавило лише виживання, а віра геть її покинула. Тиняючись з бандою різними містами, Дороті роздумувала про життя. Після того, як її знайшли, до неї поступово повернулася пам’ять. Дороті знов оселилася в рідному місті, але старий спосіб життя –тепер був лише звичкою. Дороті повністю втратила віру, усвідомлюючи, що змінювати щось вже пізно.  

## Проблематика твору
Як і сам Орвелл, Дороті була заручницею бідності та мусила працювати на полі. У творі автор критикує постійне зниження заробітних плат та співчуває усім, хто вимушений заробляти на життя важкою фізичною працею. Орвелл показав життя таких людей з різних сторін: деякі шукали радість у тому становищі, заручниками якого стали, але більшість працівників клялися, що більше ніколи не підуть працювати на поле, де через бідність знову опинялися наступного року.
Після кількох років викладання в школі Орвелл мав що сказати про систему освіти. Автор обурювався тим, як сильно капіталізм укорінився в шкільній освіті, що розкрив через одну з героїнь. Шкільна вчителька місіс Кріві була відверто прихильна до дітей, чиї батьки могли зробити більші пожертви школі. Кріві берегла найкращу їжу в школі для заможніших дітей та змушувала бідніших дітей в їдальні сидіти окремо та харчуватися недоїдками. 
Фінансова нерівність також частково наштовхнула Дороті на роздуми про несправедливість світі, що зрештою призвело до того, що вона втратила віру. Орвелл описує духовну посуху, в якій живе сучасна Англія, крізь вуста головної героїні роздумуючи про релігію та весь тиск навколо цієї теми, благодійність і сенс життя без Бога.  

## Критика
«Донька пастора» вважається експериментальним романом, хоча сам Орвелл називав його одним зі своїх найгірших творів та заборонив будь-який передрук за свого життя. Попри негативні оцінки автора, твір оцінили критики, виділивши перший та третій розділ.  
Вінсент МакГ'ю порівняв роман з творами Джорджа Гіссінга та порівняв «Доньку пастора» з Діккенсом та Гіссінгом, творчість яких також перегукувалась з бідністю та соціальною нерівністю. 
Біограф Орвелла, Девід Джон Тейлор, вказував на схожість між «Донькою пастора» і найпопулярнішим романом автора – «1984»: обидва романи описують страждання людей, яких придушує «більша сила», та боротьбу, яка закінчується примиренням з діями режиму. Тейлор стверджує, що Дороті пройшла цикл, який через багато років буде детальніше описаний через долю головного героя «1984». Саме завдяки доробку Девіда Тейлора в сучасному літературознавстві «Донька пастора» розглядається як попередник «1984».